# Giro di Sicilia 2022
Il Giro di Sicilia 2022, ventiseiesima edizione della corsa, valida come prova dell'UCI Europe Tour 2022 categoria 2.1 e come sesta prova della Ciclismo Cup 2022, si svolse in quattro tappe dal 12 al 15 aprile 2022 su un percorso di 662 km con partenza da Milazzo e arrivo sull'Etna al Piano Provenzana, in Italia. La vittoria fu appannaggio dell'italiano Damiano Caruso, il quale completò il percorso in 17h03'09", alla media di 38,821 km/h, precedendo l'ecuadoriano Jefferson Alexander Cepeda ed il sudafricano Louis Meintjes.
Sul traguardo di Etna/Piano Provenzana 91 ciclisti, su 129 partiti da Milazzo, portarono a termine la competizione.

## Tappe
| Tappa  | Data      | Percorso                             | km  | Vincitore di tappa | Leader cl. generale |
| ------ | --------- | ------------------------------------ | --- | ------------------ | ------------------- |
| 1ª     | 12 aprile | Milazzo > Bagheria                   | 199 | Matteo Malucelli   | Matteo Malucelli    |
| 2ª     | 13 aprile | Palma di Montechiaro > Caltanissetta | 152 | Damiano Caruso     | Damiano Caruso      |
| 3ª     | 14 aprile | Realmonte > Piazza Armerina          | 171 | Fran Miholjević    | Fran Miholjević     |
| 4ª     | 15 aprile | Ragalna > Etna (Piano Provenzana)    | 140 | Damiano Caruso     | Damiano Caruso      |
| Totale | Totale    | Totale                               | 662 |                    |                     |

## Squadre e corridori partecipanti
Partecipano 19 squadre da 7 corridori ciascuna (per un totale di 133 iscritti): al via sono presenti tre squadre di categoria UCI World Teams (Astana Qazaqstan Team, Intermarché-Wanty-Gobert Matériaux e Trek-Segafredo), quattro di categoria UCI ProTeams (Bardiani-CSF-Faizanè, Drone Hopper-Androni Giocattoli, Eolo-Kometa Cycling Team, Human Powered Health), undici di categoria UCI Continental Teams (Biesse-Carrera, Colombia Tierra de Atletas GW Shimano, Cycling Team Friuli, D'Amico UM Tools, EF Education-Nippo Development Team, Giotti Victoria-Savini Due, MG.K Vis Colors for Peace VPM, Team Corratec, Team Qhubeka, Work Service-Vitalcare-Dynatek e Zalf Euromobil Fior) e la Nazionale Italiana.
| N.    | Cod. | Squadra                         |
| ----- | ---- | ------------------------------- |
| 1-7   | AST  | Astana Qazaqstan Team           |
| 11-17 | BFC  | Bardiani-CSF-Faizanè            |
| 21-27 | BIE  | Biesse-Carrera                  |
| 31-37 | CTA  | Colombia Tierra de Atletas      |
| 41-47 | CTF  | Cycling Team Friuli             |
| 51-57 | AZT  | D'Amico UM Tools                |
| 61-67 | DRA  | Drone Hopper-Androni Giocattoli |
| 71-77 | EFD  | EF Education-Nippo Dev. Team    |
| 81-87 | EOK  | Eolo-Kometa Cycling Team        |
| 91-97 | GTS  | Giotti Victoria-Savini Due      |

| N.      | Cod. | Squadra                        |
| ------- | ---- | ------------------------------ |
| 101-107 | HPM  | Human Powered Health           |
| 111-117 | IWG  | Intermarché-Wanty-Gobert       |
| 121-127 | MGK  | MG.K Vis Colors for Peace VPM  |
| 131-137 | ITA  | Nazionale italiana             |
| 141-147 | COR  | Team Corratec                  |
| 151-157 | T4Q  | Team Qhubeka                   |
| 161-167 | TFS  | Trek-Segafredo                 |
| 171-177 | IWM  | Work Service-Vitalcare-Dynatek |
| 181-187 | ZEF  | Zalf Euromobil Fior            |

## Dettagli delle tappe

### 1ª tappa
- 12 aprile: Milazzo > Bagheria – 199 km

Risultati
| Pos. | Corridore        | Squadra  | Tempo    |
| ---- | ---------------- | -------- | -------- |
| 1    | Matteo Malucelli | Italia   | 4h21'36" |
| 2    | Matteo Moschetti | Trek     | s.t.     |
| 3    | Filippo Fiorelli | Bardiani | s.t.     |

| Pos. | Corridore        | Squadra  | Tempo    |
| ---- | ---------------- | -------- | -------- |
| 1    | Matteo Malucelli | Italia   | 4h21'26" |
| 2    | Matteo Moschetti | Trek     | a 4"     |
| 3    | Filippo Fiorelli | Bardiani | a 6"     |

### 2ª tappa
- 13 aprile: Palma di Montechiaro > Caltanissetta – 152 km

Risultati
| Pos. | Corridore       | Squadra     | Tempo    |
| ---- | --------------- | ----------- | -------- |
| 1    | Damiano Caruso  | Italia      | 3h45'18" |
| 2    | Vincenzo Nibali | Astana      | s.t.     |
| 3    | D. Pozzovivo    | Intermarché | s.t.     |

| Pos. | Corridore       | Squadra     | Tempo    |
| ---- | --------------- | ----------- | -------- |
| 1    | Damiano Caruso  | Italia      | 8h06'44" |
| 2    | Vincenzo Nibali | Astana      | a 4"     |
| 3    | D. Pozzovivo    | Intermarché | a 6"     |

### 3ª tappa
- 14 aprile: Realmonte > Piazza Armerina – 171 km

Risultati
| Pos. | Corridore        | Squadra  | Tempo    |
| ---- | ---------------- | -------- | -------- |
| 1    | Fran Miholjević  | Friuli   | 4h54'07" |
| 2    | Pier-André Côté  | Human    | a 41"    |
| 3    | Filippo Fiorelli | Bardiani | s.t.     |

| Pos. | Corridore       | Squadra | Tempo     |
| ---- | --------------- | ------- | --------- |
| 1    | Fran Miholjević | Friuli  | 13h01'14" |
| 2    | Damiano Caruso  | Italia  | a 18"     |
| 3    | Vincenzo Nibali | Astana  | a 22"     |

### 4ª tappa
- 15 aprile: Ragalna > Etna (Piano Provenzana) – 140 km

Risultati
| Pos. | Corridore           | Squadra     | Tempo    |
| ---- | ------------------- | ----------- | -------- |
| 1    | Damiano Caruso      | Italia      | 4h01'47" |
| 2    | Louis Meintjes      | Intermarché | a 5"     |
| 3    | Jefferson A. Cepeda | Drone       | a 10"    |

| Pos. | Corridore      | Squadra     | Tempo     |
| ---- | -------------- | ----------- | --------- |
| 1    | Damiano Caruso | Italia      | 17h07'09" |
| 2    | J. A. Cepeda   | Drone       | a 29"     |
| 3    | Louis Meintjes | Intermarché | s.t.      |

## Evoluzione delle classifiche
| Tappa              | Vincitore          | Classifica generale Maglia rossa e gialla | Classifica a punti Maglia ciclamino | Classifica scalatori Maglia verde pistacchio | Classifica giovani Maglia bianca |
| ------------------ | ------------------ | ----------------------------------------- | ----------------------------------- | -------------------------------------------- | -------------------------------- |
| 1ª                 | Matteo Malucelli   | Matteo Malucelli                          | Matteo Malucelli                    | Stefano Gandin                               | Alejandro Ropero                 |
| 2ª                 | Damiano Caruso     | Damiano Caruso                            | Damiano Caruso                      | Stefano Gandin                               | Nicola Conci                     |
| 3ª                 | Fran Miholjević    | Fran Miholjević                           | Filippo Fiorelli                    | Stefano Gandin                               | Fran Miholjević                  |
| 4ª                 | Damiano Caruso     | Damiano Caruso                            | Damiano Caruso                      | Stefano Gandin                               | Jefferson Alexander Cepeda       |
| Classifiche finali | Classifiche finali | Damiano Caruso                            | Damiano Caruso                      | Stefano Gandin                               | Jefferson Alexander Cepeda       |

Maglie indossate da altri ciclisti in caso di due o più maglie vinte
- Nella 2ª tappa Matteo Moschetti ha indossato la maglia ciclamino al posto di Matteo Malucelli.
- Nella 3ª tappa Alessandro Fedeli ha indossato la maglia ciclamino al posto di Damiano Caruso.
- Nella 4ª tappa Nicola Conci ha indossato la maglia bianca al posto di Fran Miholjević.

## Classifiche finali

### Classifica generale - Maglia gialla e rossa
| Pos. | Corridore         | Squadra     | Tempo     |
| ---- | ----------------- | ----------- | --------- |
| 1    | Damiano Caruso    | Italia      | 17h03'09" |
| 2    | J. A. Cepeda      | Drone       | a 29"     |
| 3    | Louis Meintjes    | Intermarché | s.t.      |
| 4    | Vincenzo Nibali   | Astana      | a 31"     |
| 5    | Kenny Elissonde   | Trek        | a 1'17"   |
| 6    | Nicola Conci      | Italia      | a 2'29"   |
| 7    | Vincenzo Albanese | Eolo        | a 2'41"   |
| 8    | Edgar A. Pinzon   | Colombia    | a 2'45"   |
| 9    | Andrej Zejc       | Astana      | a 2'52"   |
| 10   | Antonio Nibali    | Astana      | a 2'57"   |

### Classifica a punti - Maglia ciclamino
| Pos. | Corridore         | Squadra  | Punti |
| ---- | ----------------- | -------- | ----- |
| 1    | Damiano Caruso    | Italia   | 30    |
| 2    | Filippo Fiorelli  | Bardiani | 24    |
| 3    | Vincenzo Nibali   | Astana   | 22    |
| 4    | Fran Miholjević   | Friuli   | 15    |
| 5    | Vincenzo Albanese | Eolo     | 14    |

### Classifica scalatori - Maglia verde pistacchio
| Pos. | Corridore          | Squadra     | Punti |
| ---- | ------------------ | ----------- | ----- |
| 1    | Stefano Gandin     | Corratec    | 34    |
| 2    | Damiano Caruso     | Italia      | 25    |
| 3    | German Dario Gomez | Colombia    | 30    |
| 4    | Pier-André Côté    | Human       | 20    |
| 5    | Louis Meintjes     | Intermarché | 17    |

### Classifica giovani - Maglia bianca
| Pos. | Corridore       | Squadra  | Tempo     |
| ---- | --------------- | -------- | --------- |
| 1    | J. A. Cepeda    | Drone    | 17h03'38" |
| 2    | Nicola Conci    | Italia   | a 2'00"   |
| 3    | Edgar A: Pinzon | Colombia | a 2'16"   |
| 4    | Simone Raccani  | Zalf     | a 2'34"   |
| 5    | Luca Rastelli   | Bardiani | a 3'32"   |